# Peel-Kommission

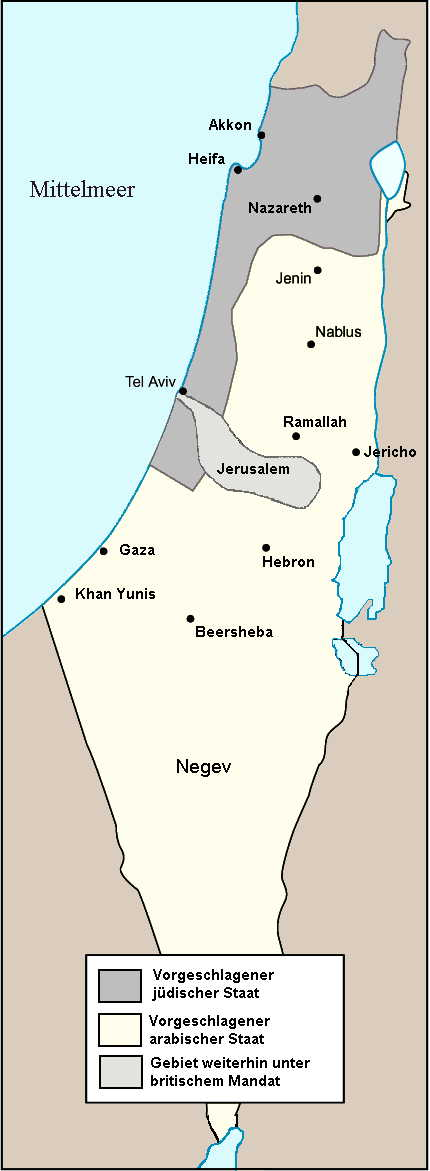
Peel-Vorschlag mit schematischem Kartenverlauf. Jaffa (nicht eingezeichnet) liegt südlich von Tel Aviv im britischen Gebiet, Jaffa selbst sollte aber zum arabischen Staat kommen. Die britische Zone umfasst Ramla und Bethlehem.

Die Peel-Kommission, offiziell Palestine Royal Commission, war eine Kommission, welche die Briten während ihrer Mandatsherrschaft in Palästina einrichteten. Ihr 404-seitiger Bericht schlug am 7. Juli 1937 erstmals die Teilung Palästinas in einen jüdischen und einen arabischen Staat vor.

## Der Peel-Teilungsplan in seinem historischen Zusammenhang

### Die Kommission nimmt ihre Arbeit auf
Nach Beginn der thawra, dem „Großen Arabischen Aufstand“, setzte die britische Mandatsregierung im August 1936 eine aus sechs Personen bestehende Untersuchungskommission unter dem Vorsitz von William Peel ein. Am 12. Oktober 1936 endete in dessen ersten Phase auf Druck Ägyptens, des Irak, Transjordaniens und Saudi-Arabiens ein Generalstreik von 176 Tagen. Der Konflikt kostete Großbritannien bereits viel Geld, die geschätzten zusätzlichen Ausgaben für Militär und Polizei wurden auf 1,5 Millionen Pfund geschätzt, die entgangenen Einnahmen beliefen sich auf geschätzte 900.000 Pfund.
Mitglieder der vom Colonial Office abgeschirmt agierenden Kommission waren neben Peel sein Stellvertreter, der Diplomat Horace Rumbold, der Indien-Beamte Laurie Hammond, die Juristen William Morris Carter und Harold Morris und als einflussreichstes Mitglied Oxford-Professor Reginald Coupland. Sie verließ London am 5. November nach Marseille und nahm die SS Cathay nach Port Said. Am 11. November 1936 kamen sie mit der Bahn in Palästina an. Am Abreisetag hatte der prozionistische William Ormsby-Gore ein Kontingent von 1800 neuen Einwanderungszertifikate bekannt gegeben. 113 Zeugenaussagen (davon 60 oder 62 öffentlich) von Briten, Juden und Arabern wurden angehört. Die meisten Anhörungen fanden im Jerusalemer Palace Hotel statt, wo die Kommission ihre offiziellen Büros bezog, während das nahe King David Hotel von ihnen als Residenz gewählt wurde. Das Palace gehörte dem Obersten Islamischen Rat, der im Anhörungssaal vorgängig Abhörgeräte installieren ließ.
Angehört wurden beispielsweise die Gewerkschafter Dov Hoz (Histadrut) oder im Januar 1937 George Mansour (Arab Workers Society). Mansour veröffentlichte darauf die englisch verfasste Schrift The Arab Worker under the Palestine Mandate. Als Vertreter der Interessen beider Seiten präsentierte sich Shmuel Tolkowsky, der Leiter der Jaffa Citrus Exchange und ein engagierter Jaffa-Lobbyist. Die Husseini-Fraktion, die die Kommission zunächst boykottierte, musste von den ausländischen Monarchen Abd al-Aziz ibn Saud aus dem Hause Saud und König Ghazi I. von Irak zur Teilnahme an den Anhörungen gedrängt werden. Am 5. Januar 1937 erklärte er sich zur Anhörung bereit. Der zunächst ebenfalls ablehnende Raghib an-Naschaschibi wurde vom transjordanischen Monarchen Abdallah ibn Husain I. zu einer Teilnahme bewegt. Und selbst Fausi al-Kawukdschi wollte die Kommission nicht boykottieren.
Die jüdische Seite sah die Schuld am Ausbruch der Gewalt, nach britischer Diktion zunächst zurückhaltend troubles oder disturbances genannt, hauptsächlich im angeblich unentschlossenen Handeln der Briten. Ihrer Meinung nach hatten es diese bis dato versäumt, ihre selbsterklärte Politik einer „jüdischen Heimstätte in Palästina“ zu verwirklichen. Chaim Weizmann, der fünf Mal vorsprechen durfte, wusste dies diplomatisch zu formulieren, wobei nur die erste Rede öffentlich war. Er erklärte, was die Juden in Europa zu verlieren hatten und gab abwertende Ansichten über Araber zu Protokoll. Auf dreimalige Nachfrage verneinte Weizmann wiederholt, dass seinerseits eine Absicht bestehe, in Palästina einen jüdischen Staat zu gründen.
Nach sechs Wochen des Zögerns brachte die arabische Seite ihre Klage vor, dass sie sich als einst vollwertige Bürger des Osmanischen Reiches und dann als Alliierte der Entente, im Widerspruch zu den Erklärungen der Hussein-McMahon-Korrespondenz und des Völkerbundes, nun in der Lage befänden, von den einstigen Verbündeten kolonial unterworfen und zudem durch die Jewish Agency enteignet zu werden. Husseini sprach Mitte Januar 1937 auch über seine Befürchtungen um die islamischen Stätten, für die Ansiedlung einer jüdischen Heimat im „arabischen Ozean“ fehle ein Präzedenzfall. Nachdem weitere palästinensische Araber unbeholfen gewirkt hatten, versuchte George Antonius mit der Zurückweisung jeglichen Antisemitismus die aufgeklärte arabische Kultur aufzuzeigen.
Coupland hatte sich am 23. Dezember 1936 zu privaten Gesprächen mit Chaim Weizmann getroffen und „Kantone“ und gemischte Gebiete vorgeschlagen, worauf Weizmann die Fassung verlor. Coupland ließ ihm am 8. Januar 1937 einen persönlichen Vorschlag über zwei unabhängige Staaten zukommen: Eine „jüdische Küstenebene“ und „arabische Berge“. Einige Wochen später kam er zu einem weiteren Treffen mit ihm in Nahalal. Nichtöffentliche Zwischenstandgespräche führten die Mitglieder der Kommission im ägyptischen Helwan. Zwei öffentliche Anhörungen und 8 weitere in camera folgten in London, dort sprach Wladimir Jabotinsky. Der Peel-Bericht stammte überwiegend aus der Feder von Coupland.

### Die Vorschläge der Peel-Kommission
Die Peel-Kommission war zunächst mit der Vorgabe angereist, Anpassungen an den Bestimmungen des Mandats vorzuschlagen, empfahl dann jedoch zur allgemeinen Überraschung einen Teilungsplan: „Ein nicht beizulegender Konflikt ist zwischen zwei nationalen Gemeinschaften innerhalb der engen Grenzen eines kleinen Landes entstanden“, berichtete die Kommission. Ihre Vorschläge wurden am 22. Juni 1937 von der Kommission unterzeichnet und als Cmd. 5479 im Juli 1937 im britischen Unterhaus diskutiert. David Lloyd George, Herbert Samuel und Winston Churchill lehnten den Vorschlag einer Teilung ab, da sie darin einen Verstoß gegen die Balfour-Deklaration sahen, während die Regierung den Plan unterstützte.
Als Zugeständnisse an die arabische Bevölkerung sollten Landverkäufe an die zionistischen Organisationen bis zur Ausführung der Teilung eingeschränkt werden. Die jüdische Einwanderung, die bereits zuvor von der wirtschaftlichen Aufnahmefähigkeit („economic absorptive capacity“) Palästinas abhängig gemacht worden war, sollte von ihrer politischen Verträglichkeit („political high level“) abhängig werden. Dies entsprach 12.000 Einwanderern pro Jahr.
Der Plan sah somit erstmals die Teilung Palästinas in einen jüdischen Teil und einen arabischen Teil vor. Ersterer sollte die Küstenebene, das Jesreeltal und einen großen Teil von Galiläa umfassen, während letzterer die übrigen Gebiete (Judäa, Samaria und den Negev) umfasste. Zudem war ein britisch kontrolliertes Corpus separatum von Jerusalem bis Jaffa vorgesehen, in dem sich der Großteil der religiösen Stätten befand. Die Briten behielten sich zudem das Recht vor, zunächst weiter die Kontrolle in den Häfen von Haifa, Jaffa, Akkon und im transjordanischen Akaba auszuüben. In ihrem Korridor lag auch der Flughafen Lydda (heute Lod) und die britische Militärbasis Sarafand im heutigen Ort Tzrifin, heute ein Teil der Gemeinden Rischon LeZion und Beer Jaʿakov.

### Opposition und Zustimmung

#### Bludan
Zum Ärger der arabischen Seite sollten beide Parteien als gleichberechtigt behandelt werden. („The Arabs and the Jews of Palestine stand as opposed litigants with equal rights.“) Ebenso nahm die arabische Seite Anstoß an der Aussage, dass der Peel-Plan in erster Linie als Problemlösung für die Juden gedacht war. („The Jewish case as the basic issue to be considered and solved without reference to the Arab issues at stake.“) Auf der arabischen Seite, allen voran seitens des Arabischen Hohen Komitees, – mit Ausnahme von König Abdallah von Transjordanien und dem Oppositionspolitiker Raghib an-Naschaschibi, der es vorzog, das Land als Teil des haschimitischen Staats zu sehen, als es dem Alleinanspruch Amin al-Husseinis zu überlassen – wurde der Peel-Vorschlag abgelehnt. Die Husseinis selbst, so argumentierte der in Amman stationierte John Bagot Glubb, sahen sich als Jerusalemer auf unbestimmte Zeit unter britischer Herrschaft. Auch wenn sich die Bürgermeister von Naschaschibis Nationaler Verteidigungspartei in Jaffa, Ramleh und Nablus für die Teilung aussprachen und der Teilungsvorschlag laut John Bagot Glubb in Nablus sogar pro-transjordanische Freudenkundgebungen auslöste, waren viele Menschen nicht bereit, solche persönlichen Opfer zu leisten. So schlossen sich insbesondere die christlichen Araber Galiläas unter Führung des radikal ablehnenden griechisch-katholischen Erzbischofs Grigorios Hajjar der von islamischen Parolen begleiteten Politik Husseinis an. Dieser verschanzte sich bis zu seiner Flucht nach Beirut im Jerusalemer Haram al-Scharif.
Peel hatte vorgeschlagen, den ganzen arabischen Teil Transjordanien zuzuschlagen, wogegen sich eine am 8. September 1937 im syrischen Ort Bludan vom Komitee für die Verteidigung Palästinas, einer syrischen Nichtregierungsorganisation, abgehaltene Konferenz mit 400 bis 450 Teilnehmern einstimmig positionierte. Während dort politisch-religiöse Selbstvergewisserung überwog, trafen sich Tage später im Geheimen etwa 100 von Bludan enttäuschte Gewaltbereite unter Führung von Jakub Ghussein im Suq Sarudscha in Damaskus, wie dem britischen Konsul berichtet wurde. Eine anti-haschimitische arabische Allianz stellte sich damit gegen das zukünftige Jordanien. Mit Transjordanien gab es nach Ansicht mancher Zionisten bereits einen arabischen Staat in Palästina. Die rechtsgerichtete Jordanien-ist-Palästina-These wurde seither wiederholt in den politischen Diskurs eingebracht, so etwa in der Kontroverse um das Anglo-amerikanische Untersuchungskomitee von 1945/46.

#### Zürich
Die jüdische Seite, die auf der Tagung der linken Organisation Poale Zion und am zeitgleich stattfindenden 20. Zionistenkongress in Zürich am 3.–21. August 1937 zunächst geteilter Meinung war, stimmte zögernd zu. Zumal der Bericht zum ersten Mal offiziell die Möglichkeit eines jüdischen Staats erwähnte und nicht lediglich von einer jüdischen Heimstätte sprach. Die Frage der Souveränität hatten zuvor nicht einmal die zionistischen Entscheidungsträger explizit anzusprechen gewagt. Der Historiker Ben Halpern spricht in The Idea of the Jewish State (1969) gar von einem frappierenden Desinteresse für die Frage der angestrebten Staatsform.
Von 50 Voten waren etwa 27 ablehnend. Die Hauptbewegung um die „drei Großen“, so die Formulierung von James Grover McDonald, späterer erster Botschafter der USA in Israel, bestehend aus Chaim Weizmann von den gemäßigt rechten Allgemeinen Zionisten, den im Jischuv dominierenden Arbeiterzionisten um David Ben-Gurion und Mosche Shertok, dem Leiter der politischen Abteilung der Jewish Agency, lehnte aus pragmatischen Überlegungen „das Prinzip der Teilung“, so der Historiker Mark Tessler, nicht ab. Das Gebiet umfasste fast alle bestehenden Agrarsiedlungen und die fruchtbarsten Böden, zudem waren für sie religiöse Erwägungen von zweitrangiger Bedeutung. Weizmann argumentierte, „die Juden wären dumm, nicht zu akzeptieren, selbst wenn er [der jüdische Staat] die Größe eines Tischtuchs hätte“. Die Vertreter der zionistischen Institutionen in den USA, Louis Brandeis und Stephen Wise, schlossen sich der Entscheidung widerwillig an, Verhandlungen auf der Basis des Peel-Plans zu akzeptieren. Ablehnung kam von Eretz Israel religiös bewertenden Juden, von Skeptikern bezüglich der Überlebensfähigkeit des Jischuv zum gegebenen Zeitpunkt, sowie von Personen, die weiterhin auf die Verwirklichung der Balfour-Deklaration pochten. Die Stimmen der beiden letzten Gruppen stammten meist aus den Reihen der Allgemeinen Zionisten. Gegnerschaft kam programmgemäß auch von der radikalen Rechten, verkörpert in der Partei der Revisionisten um Wladimir Jabotinsky. Zudem stimmte eine Fraktion der linken Mapai um Jitzchak Tabenkin gegen den Antrag. In der Schlussabstimmung in Zürich sprachen sich 299 Delegierte für und 160 gegen Ben-Gurions Vorschlag aus, 6 Personen enthielten sich.

### Landfrage, finanzielle Kompensation und Bevölkerungstransfer
David Ben-Gurion, der in Zürich festhielt, der Jischuv habe bereits eine „regelmäßige“ Praxis des „Transfers“ von Arabern, nämlich bei deren Wegweisung aus verschiedenen „kolonisierten Distrikten“ (gemeint ist damit vermutlich von vom KKL gekauftem Land), ebenso wie Berl Katznelson und unabhängig vom Peel-Bericht im Mai 1936 schon der von der Hauptrichtung des Zionismus für seine allzu radikalen Aussagen kritisierte Menachem Ussishkin, der eine Umsiedlung der palästinensischen Araber in den Irak gefordert hatte und auch die Teilung ablehnte, äußerten sich zugunsten eines „Transfers“. Ben-Gurion, dessen persönliche Einstellung zum „Transfer“ unter Historikern umstritten ist, schrieb am 5. Oktober 1937 an seinen Sohn Amos:
„Errichte unverzüglich einen jüdischen Staat, auch wenn es nicht in dem ganzen Land ist. Der Rest wird im Laufe der Zeit kommen. Er muss kommen.“
Juden besaßen erst 7 % des Bodens als private Eigentümer, insofern hätte der Teilungsplan als großes Entgegenkommen gewertet werden können. Das für die Araber (70–75 %) und Briten vorgesehene Gebiet war mit 80 % bis 85 % wesentlich größer und zählte zu diesem Zeitpunkt jedoch lediglich 1250 jüdische Einwohner, im Gegensatz zum jüdischen Teil (20 %), welcher durch ein britisch kontrolliertes Gebiet getrennt war und fast zur Hälfte arabische Einwohner hatte, nämlich rund 225.000 Personen (293.000 unter Einbezug der vier provisorisch britisch bleibenden Häfen). Um möglichst homogene Bevölkerungen entstehen zu lassen, wurde ein gegenseitiger Bevölkerungstransfer („exchange of population“) erwogen, wovon der Peel-Plan die arabische Bevölkerung Galiläas vorläufig ausnehmen wollte, da diese nachbarschaftliche Beziehungen zu den dortigen Juden hatte. Geräumt werden sollte der ganze Rest des Gebietes, wofür sie zur Rechtfertigung und Beruhigung der Gemüter auf den erfolgten Bevölkerungsaustausch zwischen Griechenland und der Türkei von 1923 verwies. Der Peel-Bericht erklärte, dass diese Umsiedlung „freiwillig oder auf andere Art“ („voluntary or otherwise“) stattzufinden habe. Auf die britischen Vorschläge musste notwendig ein Ende des Mandats folgen.
Weil der vorgeschlagene arabische Staat durch die Teilung von seinen wirtschaftlich aktivsten Regionen getrennt werden würde, sah der Teilungsplan regelmäßige Subventionszahlungen seitens des jüdischen Staates und des britischen Gebiets vor, um die entstehenden Steuerausfälle aufzufangen.

### Der Peel-Teilungsplan und sein Nachgang
Peel zufolge sollten 225.000 Araber umgesiedelt werden. Die Notwendigkeit, bei der Ausführung eines solchen Vorhabens Gewalt anwenden zu müssen, wurde angesprochen und veranlasste den Völkerbund zur Einsetzung einer „technischen Kommission“ unter John Woodhead (Woodhead-Kommission, auch bekannt als Palestine Partition Commission), die Palästina vom 27. April bis 3. August 1938 aufsuchte und mit ihrem am 9. November 1938 vorgelegten Bericht der britischen Regierung eine ablehnende Einschätzung nahelegte. Diese Kommission war von arabischer Seite boykottiert worden, während die Jewish Agency ihr ihre eigenen Berichte zuarbeitete. Die britische Regierung ließ den Teilungsplan fallen. Nachdem im März 1939 die Londoner St.-James-Konferenz mit zusätzlich saudischer, ägyptischer, irakischer, jemenitischer und transjordanischer Beteiligung ergebnislos endete, folgte im Mai das Weißbuch von 1939. Die Briten hatten ein System gegenseitiger Vetorechte vorgeschlagen: Veto gegen jüdische Einwanderung vs. Veto gegen arabische Unabhängigkeit. Der Arabische Aufstand ging indes weiter.